# Zara
За́ра (исп. Zara [θara]) — ведущая торговая сеть группы компаний Inditex, принадлежит испанскому магнату Амансио Ортеге, который также является владельцем таких брендов как Massimo Dutti, Pull & Bear, Oysho, Zara Home, Uterqüe, Stradivarius, Lefties и Bershka. Главный офис находится в Ла-Корунья, Испания, где в 1975 году был открыт первый магазин. Утверждается, что Zara требуется всего 2 недели от разработки дизайна до поступления новой линии в продажу, по сравнению со средним показателем в индустрии — 6 месяцев. Более того, в течение года разрабатывается более 10 000 новых дизайнов. Zara смогла устоять перед распространённой в индустрии производства одежды тенденцией размещения производственных точек в странах с низкой стоимостью производства. Затратам на рекламу компания предпочла[уточнить] инвестирование части прибыли в открытие новых торговых точек.
Модный директор дома моды Louis Vuitton Даниэль Пьет описал Zara как, «возможно, наиболее инновационную и сокрушающую розничную сеть в мире». CNN озаглавила статью о Zara «Испанская история успеха».

## История

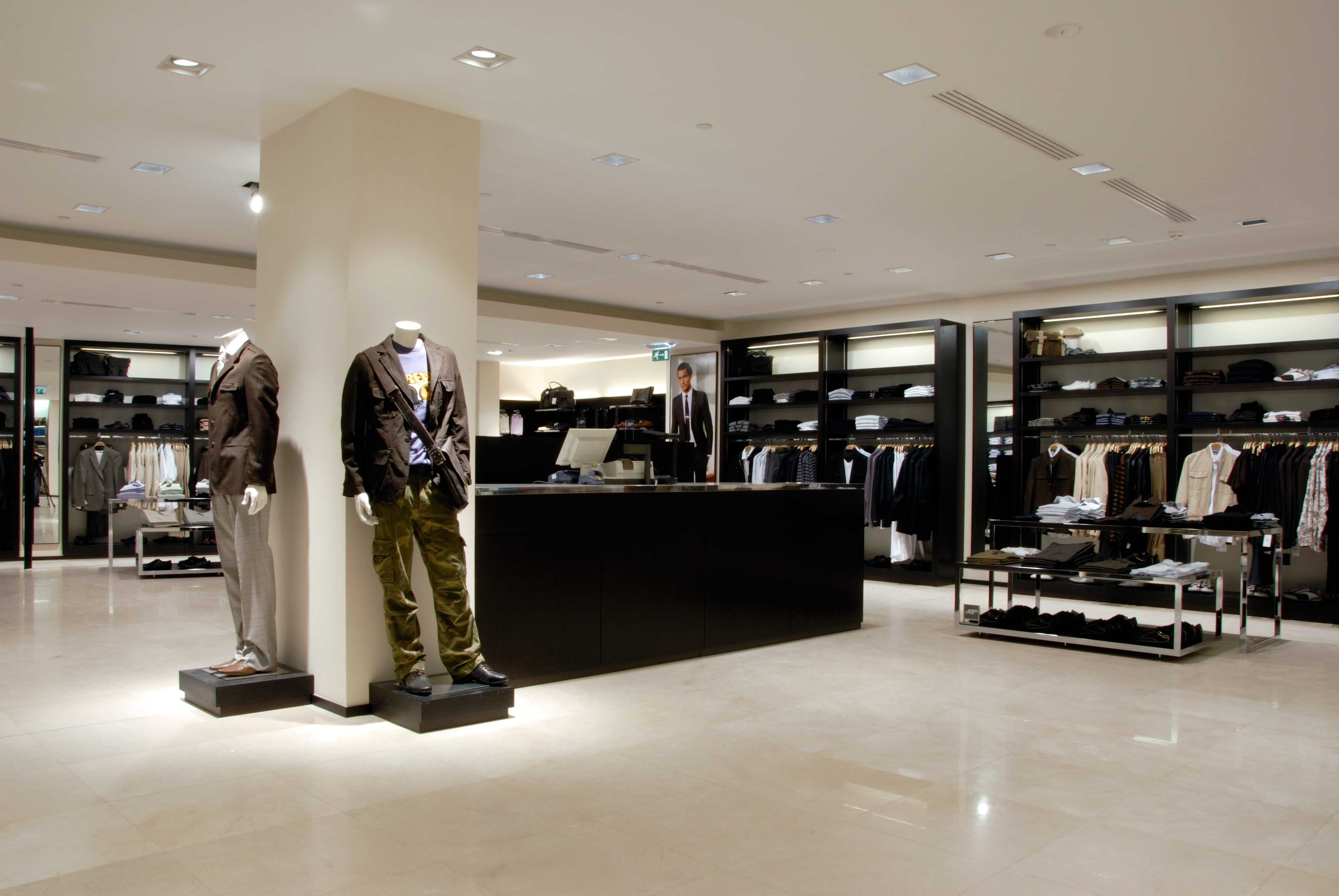
Отдел мужской одежды в стандартом магазине Zara. Almere, The Netherlands

Основатель компании Zara, Амансио Ортега, открыл первый магазин Zara в 1975 году. Сначала Ортега хотел назвать компанию Zorba в честь персонажа, сыгранного его любимым актёром Энтони Куинном в фильме «Грек Зорба». Однако получить права на использование имени персонажа не удалось. Имеющиеся формы для литья букв были использованы для создания нового названия — Зара (испанское произношение имени Сара.)

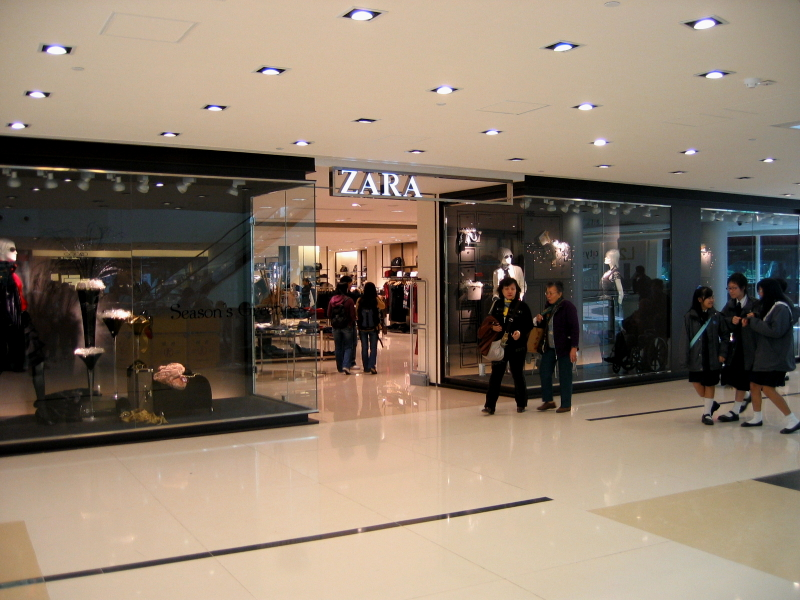
Магазин Zara в New Town Plaza, Shatin, Hong Kong

Первый магазин находился на центральной улице в Ла-Корунья.
Благодаря успеху концепции Zara, компания начала расширяться и открыла в последующем новые магазины.
В первом магазине были представлены модели-двойники известных модных домов по низким ценам. Магазин доказал успешность компании, и Ортега начал открывать новые магазины Zara по всей Испании. В начале 80-х Ортега начал разрабатывать новую модель процесса дизайна и распространения товаров. Швейная промышленность обычно использовала схему производства, при которой требовалось практически 6 месяцев от изначального дизайна до поступления в продажу предметов одежды. Эта схема значительно ограничивала производителей и дистрибьюторов до 2—3 коллекций в год. Попытка предугадать вкусы и предпочтения потребителей влекла за собой присущие этому сложности, так как и производители, и дистрибьюторы постоянно рисковали остаться с нераспроданным товаром.
Ортега искал способ вырваться из этой «схемы дизайна-распространения», создавая, как он говорил, «мгновенную моду», которая дала бы ему возможность быстро реагировать на изменения вкусов потребителей и новых появившихся тенденций. Его мечта так и оставалась невоплощенной до тех пор, пока он не встретил Хосе Марию Кастеллано (José Maria Castellano). Специалист по информационным технологиям, Кастеллано работал в департаменте информационных технологий компании Aegon Espana’s перед тем, как стал финансовым директором испанского подразделения компании ConAgra. Кастеллано присоединился к Ортеге в 1984 году и приступил к разработке схемы распространения, которая впоследствии произвела революцию в мировой швейной индустрии.

Благодаря новой компьютеризированной схеме Кастеллано, компания смогла сократить время от дизайна до поступления в продажу одежды до 10-15 дней. Вместо того, чтобы загружать всей работой одного дизайнера, они создали свою внутреннюю команду дизайнеров (насчитывавшую более 200 человек к концу XX века), которые работали над созданием одежды, на основе модной популярной одежды, разрабатывая в то же время собственный дизайн компании. Двигаясь по заданному курсу, команда могла моментально реагировать на появление новых потребительских тенденций, в то же время, удовлетворять запросы своих клиентов, совершенствуя уже существующие модели новыми цветами и материалами. Модернизированное производство и процедуры инвентаризации, установка новой компьютерной программы учёта товара, связывавшей магазины и расширяющуюся сеть производственных точек, защитили компанию от рисков и финансовых потерь от производства и хранения большого количества возвратного товара.

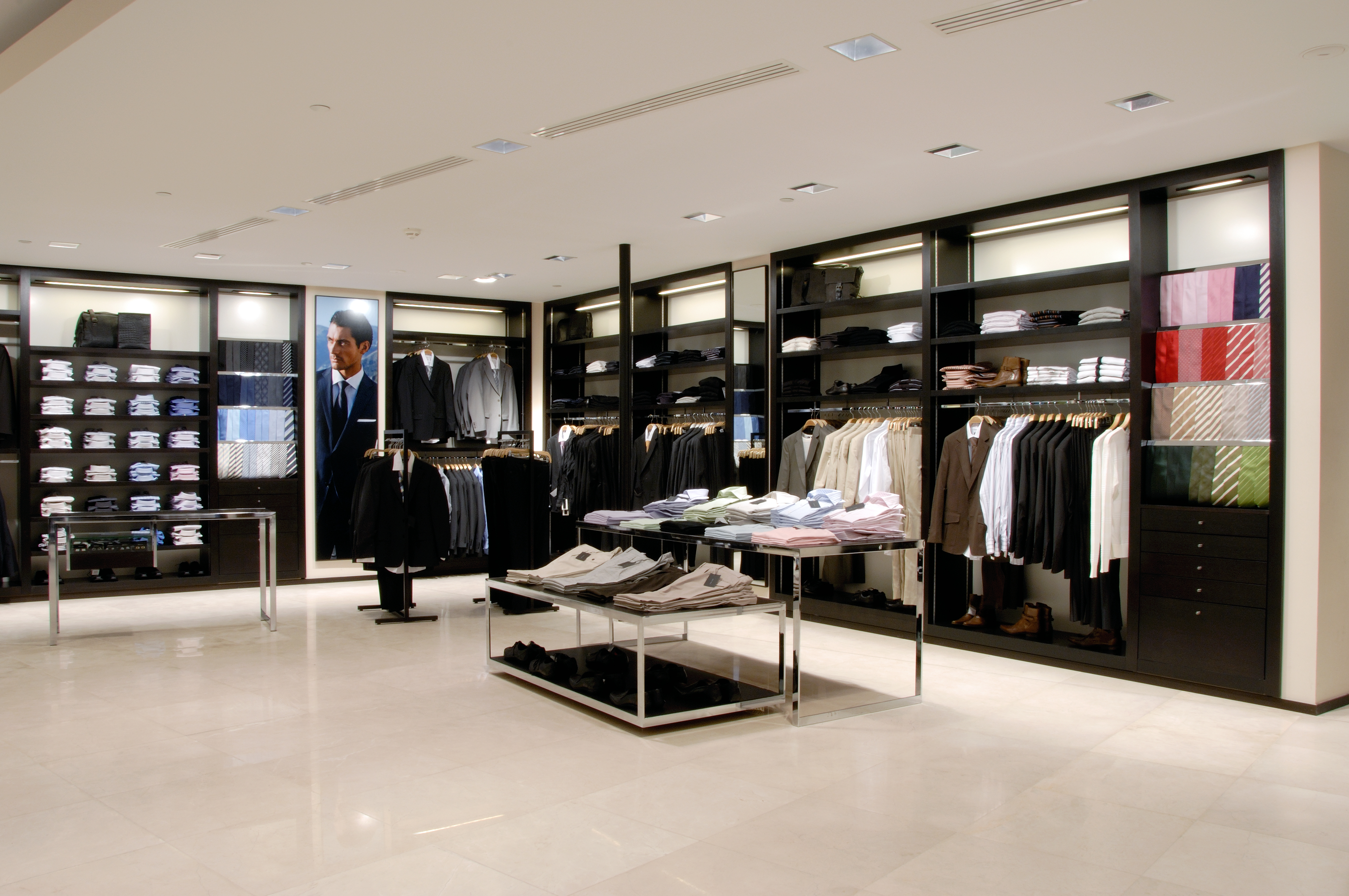
Интерьер стандартного магазина Zara. Almere, The Netherlands

Успех компании Zara в Испании вывел Inditex на международный рынок в конце 80-х. Они открыли свой первый заграничный магазин в 1988 году в городе Порту, Португалия. На следующий год Inditex выдвинулся в США. Но успех на рынке нельзя предсказать — к началу 2000 года компания открыла только 6 магазинов в Штатах. Намного более подходящим рынком для формата компании Zara была Франция, куда они вошли в 1990 году. Компания быстро начала открывать все новые и новые торговые точки в основных городах по всей стране.
В течение 90-х Inditex непрерывно заполонял все новые и новые рынки. В 1992-м году компания вышла на Мексику, 1993 — Греция, 1992 — Бельгия и Швеция, 1995 — Мальта, 1996 — Кипр. В конце 90-х Inditex сделали свои шаги на пути к международной экспансии в Израиль, Мексику, Турцию и Японию в 1997 году, затем, в 1998, они продвинулись в Аргентину, Великобританию и Венесуэлу. В то время как большая часть магазинов принадлежала компании, на некоторых рынках, таких как Средний Восток, заключались соглашения с местными дистрибьюторами на правах выкупа франшизы. К 2000 году Inditex добавил к списку стран своего присутствия ещё больше дюжины стран, таких как Германия, Нидерланды и Восточная Европа, включая Польшу и Украину.

## Продукция компании
Магазины Zara имеют 7 основных линий продукции мужской и женской одежды. По данным 2007 года, каждая линия продукции состоит из 5 подсекций: нижняя одежда, верхняя одежда, обувь, косметика и аксессуары. Каталоги Zara также включают в себя линию одежды для детей.
В статье в журнале Businessworld модная политика Zara описывается так:
Zara только воплощает моду. Они больше сфокусировали своё внимание на понимании модных предпочтений и требований своих клиентов и удовлетворении этих потребностей, чем на продвижении новых моделей через модные показы и другие способы влияния, как это традиционно делается в индустрии моды.
Бывали случаи, когда в магазинах заканчивался товар.
Zara предлагает намного больше продукции своим клиентам, чем какие-либо другие компании в индустрии. По сравнению с 2—4 тысячами наименований, производимых их конкурентами, Zara производит более 11 тысяч различных наименований в год. Компании требуется 4—5 недель, чтобы вывести в продажу товар со стадии дизайна, и 2 недели, чтобы сделать небольшие изменения в дизайне уже выпускаемой продукции. Ускорение процесса производства позволяет компании быстрее и легче отвечать на запросы клиентов. Если модель плохо продаётся, то её немедленно снимают с продажи, отменяют заказы на её производство и моментально запускают новый дизайн. Никакие модели не находятся в магазинах более 4 недель, что стимулирует клиентов чаще посещать магазин. Среднестатистический магазин в Испании, расположенный на центральных улицах, ожидает принять одного клиента 3 раза в год, для Zara эта цифра — 17 раз в год.

## Производственные возможности
Zara — вертикально интегрированная сеть розничной торговли. Она сама занимается дизайном, производством и торговлей. В отличие от похожих распространителей одежды, Zara контролирует большую часть производственной цепи. 50 % продукции производится в Испании, 26 % — в других частях Европы и 24 % — в Азии, Африке и других странах. В то время, как конкуренты выносят производство в страны Азии, Zara производит свои самые модные модели на собственных фабриках в Испании и Португалии, а точнее в Галисии и в северной Португалии, где труд наёмных рабочих дешевле, чем во всей Западной Европе. Продукция с более долгим сроком размещения на полках, такая как стандартные майки, производится в Азии и Турции.

## Магазины
На 31 октября 2014 года в мире было открыто 1895 магазинов Zara, распределённых следующим образом:
В декабре 2017 г. компания Inditex S.A. выставила на продажу 16 магазинов под маркой Zara в Европе: 14 магазинов в Испании и 2 в Португалии. Приблизительная прибыль от продажи должна составить около €400 млн.
Страны мира по количеству магазинов Zara:
- Испания: 483 магазина
- Франция: 129 магазинов
- Италия: 102 магазина
- Япония: 92 магазина
- Португалия: 79 магазинов
- Германия: 78 магазинов
- Великобритания: 66 магазинов
- Мексика: 57 магазинов
- Греция: 46 магазинов
- США: 42 магазина
- Бельгия: 25 магазинов
- Турция: 25 магазинов
- Бразилия: 24 магазина
- Китай: 23 магазина
- Саудовская Аравия: 22 магазина
- Польша: 20 магазинов
- Израиль: 17 магазинов
- Канада: 15 магазинов
- Нидерланды: 15 магазинов
- Колумбия: 12 магазинов
- Австрия: 11 магазинов
- Швеция: 11 магазинов
- Венесуэла: 11 магазинов
- Швейцария: 10 магазинов
- Ирландия: 9 магазинов
- Украина: 9 магазинов
- Индонезия: 8 магазинов
- Аргентина: 7 магазинов
- Филиппины: 6 магазинов
- Чили: 6 магазинов
- Казахстан: 6 магазинов
- Республика Корея: 5 магазинов
- Кувейт: 5 магазинов
- Малайзия: 5 магазинов
- Румыния: 5 магазинов
- Сингапур: 5 магазинов
- Чехия: 4 магазина
- Кипр: 4 магазина
- Дания: 4 магазина
- Финляндия: 4 магазина
- Венгрия: 4 магазина
- Литва: 4 магазина
- Марокко: 4 магазина
- Латвия: 4 магазина
- Словения: 4 магазина
- Азербайджан: 4 магазина
- Таиланд: 4 магазина
- Сербия: 4 магазина
- Норвегия: 3 магазина
- Словакия: 3 магазина
- Грузия: 3 магазина
- Хорватия: 2 магазина
- Эстония: 2 магазина
- Гватемала: 2 магазина
- Исландия: 2 магазина
- Иордания: 2 магазина
- Ливан: 2 магазина
- Люксембург: 2 магазина
- Панама: 2 магазина
- Катар: 2 магазина
- Сальвадор: 2 магазина
- Уругвай: 2 магазина
- Армения: 2 магазина
- Доминиканская Республика: 1 магазин
- Гондурас: 1 магазин
- Монако: 1 магазин
- Мальта: 1 магазин
- Черногория: 1 магазин
- Оман: 1 магазин
- Пуэрто-Рико: 1 магазин
- Тунис: 1 магазин
- Албания: 1 магазин
- Андорра: 1 магазин
- Кыргызстан: 0 магазин
- Беларусь: 2 магазина
- Узбекистан: 2 магазина

### В России
В России первый магазин Zara открылся в Москве, в феврале 2003 года. В июне 2017 года корпорация Inditex объявила о планах по запуску новых производств, которые будут выпускать одежду бренда Zara на территории России.. В марте 2022 года, после российского вторжения на Украину, Inditex временно приостановил работу своих 502 магазинов в РФ, в том числе 86 магазинов Zara. В ноябре 2022 года Zara полностью покинула российский рынок.

## Разбирательства
Zara была втянута в разбирательство, когда одна из моделей сумок, которую они поставили для продажи в свои магазины, была украшена свастикой. Они очень быстро сняли её с производства в дальнейшем. Всего через несколько недель после этого происшествия, в сентябре 2007 года, Zara запустила в продажу в своих магазинах в Британии майки, украшенные телепузиками, за что впоследствии пришлось заплатить штраф телекомпании Би-Би-Си.